# Население Праги
Прага — город с долгой и сложной демографической историей, которая во многом типична для городов Центральной Европы. По данным последней оценки на 30.06.2008 население столицы Чехии в рамках административных границ составляло 1 223 368 человек. В целом в пражской агломерации вместе с городами-спутниками проживало около 1,9-2,0 млн человек. Прага была единственным городом-миллионником Чехословакии и Чехии (для сравнения в столице Словакии — г. Братислава проживает 428,7 тыс. чел. (2001 г., перепись). Как и в большинстве городов Восточной и Центральной Европы в середины 1990-х гг. естественный прирост населения в городе минимален и основной источник роста населения столицы — внутренняя и особенно внешняя миграция. Средняя плотность населения — 2.473 чел/км², что значительно выше, чем в Братиславе (1.157 чел./км²).

## Динамика численности населения
| Год                  | 1230  | 1370   | 1600   | 1804   | 1837    | 1850    | 1880    | 1900    | 1925    | 1950      | 1980      | 1991      | 2001      |
| -------------------- | ----- | ------ | ------ | ------ | ------- | ------- | ------- | ------- | ------- | --------- | --------- | --------- | --------- |
| Население Праги      | 4 000 | 40 000 | 60 000 | 90 000 | 105 500 | 118 000 | 162 000 | 201 600 | 718 300 | 931 500   | 1 171 342 | 1 214 174 | 1 169 106 |
| Вместе с пригородами |       |        |        |        |         | 128 000 | 349 574 | 559 435 |         | 1 057 570 | 1 182 186 | 1 214 174 | 1 169 106 |

- 2008 г.: 1 223 368 чел. или около 12 % населения Чешской республики.

## Расселение
Во второй половине XX века в результате крупномасштабного промышленного развития, население Праги резко увеличилось. Начался процесс его интенсивной субурбанизации. В настоящее время в историческом центре города проживает лишь около 40 тыс. человек.

## История и национальный состав
Город был основан в X веке как небольшое, но стратегически важное славянское поселение. Западные славяне в основном поглотили автохтонное кельтское население. Однако в период раннего Средневековья славянское население города росло крайне медленно. Так, к 1230 г. в поселении насчитывалась лишь около 4 тыс. жителей. Ситуация резко меняется в конце XIII — нач. XIV вв., когда усиливается приток немецких колонистов и значительно увеличивается еврейская община. Немцы становятся преобладающей этноязыковой группой города. И всё же после резкого роста населения в XIV веке, когда оно достигло 40 тыс. (1370), темпы роста снижаются. В 1837 году, то есть почти 470 лет спустя, в городе проживало лишь 105,5 тыс. человек. Новый рывок численности начинается в период бурного промышленного развития города в конце XIX — нач. XX веков, когда в город для работы на фабриках и заводах начали прибывать чешские крестьяне. Именно во второй половине XIX века город пережил важную этническую трансформацию. Подавляющее большинство населения города вновь составили чехи.

## Этноязыковая история Праги
С конца 1950-х подавляющее большинство населения города составляют чехи (около 90 %), однако долгое время город был одним из самых многонациональных в Европе. В нём уживались представители трёх общин: славянской, германской и еврейской. Значителен был и конфликтный потенциал города.

### Германизация
Карл IV и его сын Венцель IV перенесли в Прагу столицу Священной Римской империи во второй половине XIV века со всеми вытекающими отсюда последствиями. В XIV-XVIII веках при поддержке германской, а затем и австрийской знати, стремящейся к ассимиляции славян, резко усиливается приток немецких колонистов, постепенно монополизовавших экономическую и политическую сферу жизнедеятельности города. На долгие века чехи утрачивают практически все административно-политические рычаги. Немецкое население города в 1348 г. основывает Карлов университет, который становится первым немецким университетом вообще и первым университетом Центральной Европы в частности. Поскольку он был основан представителями немецкой общины Чехии, он обслуживал в первую очередь её интересы. Образование в университете велось на немецком языке до конца XIX века, когда Прага уже находилась в подчинении Австро-Венгрии. Чешский язык в самом городе практически выходит из употребления в XV—XVIII веках, сохраняясь, однако, как средство устного общения в сельских поселениях вокруг Праги. Это время стало периодом расцвета немецкой Праги и нашло отражение в её культуре и архитектуре.

## Этноязыковой переход
XIX век становится переломным. Начинается интенсивная миграция чешских крестьян в город, особенно во второй половине столетия. Рождаемость молодых чехов-мигрантов в городе также значительно превышает показатели более старой немецкой общины. Под демографическим давлением чехов и в условиях нарастающей этноязыковой напряжённости начинается постепенный отток этнических немцев из города на периферию Чехии и Моравии (Судеты), где немецкое большинство сохраняется до середины XX века. К 1848 году, когда Австро-Венгрию потрясла череда этно-социальных революций, доля людей считающих немецкий язык родным сократилась до 48 %. При этом значительная часть остававшихся немецкоязычных — евреи, сосредоточенные исторически в так. наз. Пражском гетто. Вслед за венграми, прибывающее чешское население быстро и успешно добивается новых уступок со стороны Австрии. Чешская интеллигенция, в частности чешские будители начинают решительные выступления против политики германизации австрийских властей на языковом фронте, возрождая употребление чешского языка. В 1861 г. чехи получают большинство мест в городской Думе Праги. По инициативе чешского большинства в 1882 Карлов университет разделился на два потока: чешский и немецкий (существовал до 1945 г.). Хотя вплоть до конца Второй мировой войны немецкий язык в городе сохранял важную роль языка межнационального общения, науки и крупного делового сектора, однако число его носителей, а следовательно и его употребление неумолимо сокращалось. По переписи 1880 г., доля считающих немецкий язык родным сократилась до 14 % (42.000 чел.), а по переписи 1910 г. — лишь 6,7 % населения города (37.000) чел. назвали немецкий язык родным. Даже представители еврейской общины постепенно начали переходить с немецкого языка на чешский. Число этнических евреев в городе к 1939 г. достигло 120 тыс. (около 16 %), однако около 80 тыс. из них было уничтожено в ходе Холокоста. Немецкая оккупация Чехословакии, завершившаяся поражением германской стороны, закончилась депортацией немецкоязычного населения города и, соответственно, закрытием немецкого потока в университете. Большая часть оставшегося еврейского населения эмигрировала в США и Израиль или ассимилировалась. После 1946 г. Прага превращается в преимущественно чешский город. Во времена Чехословакии единственными заметными меньшинствами в городе были словаки и цыгане. Цыганская община оценивается в 9 000-10 000 чел.

## Иммиграция
После 1990 г. Прага приняла ещё большее количество экономических мигрантов. По данным за 2006 г., 8,77 % населения Праги составляли иностранцы. Среди них наиболее заметны:
- Словаки 50 000
- Украинцы 50 000
- Граждане РФ и Республики Беларусь: 20 000
- Граждане других стран СНГ: 10 000
- Граждане бывшей республики Югославия: 10 000
- Вьетнамцы 15 000-20 000
- Прочие 10 000